# 米山舞
米山舞（1988年7月12日—）是生于日本长野县的女性动画师和插画家。毕业于东京设计学院。在经历GAINAX和自由职业的阶段后，于2019年加入SSS by applibot。

## 经历
米山舞于1988年7月12日出生于日本长野县，父亲是日本建筑师，母亲是台湾人。幼儿园时期曾在台湾居住一年，小学时期则在台湾居住约两年 。
受身为建筑师的父亲的影响，米山舞进入一所建筑专科的高中就读 。由于当地没有艺术科高中可供选择，因此选择这所学校。她在高中生活中没有经常画画，而是专注于计算。米山舞购买了一本名为《edge》的插画集，看到今石洋之、吉成曜、田中达之、石崎壽夫等动画师的插画后大吃一惊，激发她进入动画师部门的决心。
从东京设计学院毕业后，米山舞参加定期举办的素描会遇见曾担任《舞武器·舞亂伎》导演的小松田大全，并向他展示自己的作品集。小松田大全对她的作品印象深刻，邀请她加入Gainax，并于2009年正式入职。米山舞作为动画师参与了《魔力女管家》的制作。米山舞的起薪大约只有1万日元，她靠卖掉自己的游戏和简单的素面来维持生计。经过约一年的时间后，她从动画师晋升为原画师，并参与《吊带袜天使》的制作。
在GAINAX工作约5年后，米山舞离开该公司，成为大塚雅彥、今石洋之和舛本和也三人创办的动画制作公司TRIGGER的自由职业者。曾担任《黑岩射手》（2012年）的作画监督、《HILL CLIMB GIRL》（2014年）和《制約之絆》（2016年）的角色设计以及《DARLING in the FRANXX》（2018年）的片尾演出。
当《制約之絆》（2016年）的工作结束后，米山舞逐渐开始增加插画方面的工作。在2016年，经小山重人的介绍，负责设计初音未来GT计划《赛车娜娜2016版》中的角色 。
自2019年起加入SSS by applibot公司。同年举办首次个展《SHE》。

## 参与作品

### 电视动画
- 《魔力女管家》（2009年：动画）
- 《花丸幼稚园》（2010年：动画）
- 《天元突破 紅蓮螺巖》“奇丹零”（2010年：动画）
- 《屍鬼》（2010年：动画）
- 《吊带袜天使》（2010年：原画，第二原画）
- 《海月姬》（2010年：第二原画）
- 《Dragon Crisis!》（2011年：原画，第二原画）
- 《放學後的昴星團》（2011年：原画）
- 《Fractale》（2011年：原画）
- 《火影忍者疾風傳》（2007年- ：原画）
- 《Dororon炎魔君熊熊燃燒（日语：Dororonえん魔くん メ〜ラめら）》（2011年：第二原画）
- 《偶像大师》（2011年：原画、第二原画）
- 《丹特丽安的书架》（2011年：原画，第二原画）
- 《BLEACH》（2004年-2012年：原画）
- 《迷糊餐廳》 （2011年：原画）
- 《黑岩射手》（2012年：作画监督，原画，第二原画）
- 《釣球》（2012年：原画）
- 《魯邦三世 -名為峰不二子的女人-》（2012年：原画）
- 《最強學生會長》（2012年：原画、第二原画）
- 《白熊咖啡厅》（2012年-2013年：原画）
- 《刀剑神域》（2012年：作画监督）
- 《來自新世界》（2012年-2013年：原画）
- 《Vividred Operation》（2013年：原画）
- 《KILL la KILL》（2013年：总作画监督助理、作画监督、作画监督助理、原画、第二原画）
- 《前進吧！登山少女》（2014年：原画）
- 《日常生活中的異能戰鬥》（2014年：原画）
- 《CROSSANGE 天使與龍的輪舞》（2014年：第2原画）
- 《Punch Line》（2015年：布景设计、作画监督）
- 《制約之絆》（2016年：角色设计、作画监督）
- 《小魔女学园》（2017年：作画监督）
- 《DARLING in the FRANXX》（2018年：作画监督、ED演出·作画监督·原画）
- 《别当欧尼酱了！》（2023年：第2话ED插画[9] ）
- 《LAZARUS 拉撒路》（2025年：片尾導演、原畫）

### 剧场动画
- 《銀魂劇場版：新譯紅櫻篇》（2010年：动画）
- 未来动画2013 青年动画师人才培养计划《小魔女学园》（2013年：中坚原画）
- 剧场版动画《 FLCL Progressive 》（2018年：副角色设计）

### 小说
- 『うさぎ強盗には死んでもらう/ 橘ユマ』(2016年：插画)
- 『学園交渉人 法条真誠の華麗なる逆転劇 / 柚本 悠斗』(2017年：插画)
- 『海辺の病院で彼女と話した幾つかのこと / 石川博品』(2018年：插画)
- 『ダンジョン・スクールデスゲーム / スフレ』(2018年：插画)
- 『ヴェールドマン仮説 / 西尾維新』（2019年：插画）

### 电子游戏
- 《火焰之纹章 英雄》（2017年：插画）
- 《夢幻之星：伊多拉傳說（日语：イドラ ファンタシースターサーガ）》（2018年：支援插画）
- 《Fate/Grand Order》（2019年-2023年：概念礼装插画、「果心居士」角色设计[10] ）
- 《灵魂骇客2》（2022年：角色原画）
- 《异度神剑3》（2023年：「玛蒂亚」角色设计[11] ）

### Web
- 日本動畫人展覽會『HILL CLIMB GIRL』（2014年：角色设计）
- 日本動畫人展覽會『そこからの明日。』（2015年：原画）

### 其他
- 初音未来 GT Project「赛车未来2016版」（2016年：插画）
- 东京酷日本专业学校「2019 年学校信息手册」（2018年：插画） [5]
- RADIOEVA十周年（2018年：促销插画） [5]
- SANYO「アイマリンプロジェクト Vol.5」（2018年：角色设计/插画） [5]
- 「EYE YONEYAMA MAI 米山舞 作品集」（2023年）

## 出典
1. 1 2 3 4 5  . akiba-souken.com.   [2019-02-08]. （原始内容存档于2023-06-08） （日语）.
2. ↑  . pixiv.   [2021-09-06]. （原始内容存档于2023-09-03）.
3. 1 2 3 4 5 6 7 8  . pixivision.   [2019-02-08]. （原始内容存档于2022-12-26） （英语）.
4. ↑  . 専門学校 東京クールジャパン. 専門学校東京クールジャパン.   [2021-09-06]. （原始内容存档于2022-09-29）.
5. 1 2 3 4 5 6  . Yoneyama Mai.   [2019-02-09]. （原始内容存档于2019-11-23）.
6. ↑  . GOODSMILE RACING.   [2019-02-09]. （原始内容存档于2023-06-08）.
7. ↑  オグマ, フミヤ. . KAI-YOU Premium. カイユウ. 2021-05-10  [2021-09-06]. （原始内容存档于2023-06-09）.
8. ↑  あぶ〜山崎. . アニメイトタイムズ. アニメイト. 2019-12-19  [2021-09-07]. （原始内容存档于2023-06-08）.
9. ↑  . アニメイトタイムズ (アニメイト). 2023-01-13  [2023-02-03]. （原始内容存档于2023-02-03）.
10. ↑  . ファミ通.com. 2023-05-25  [2023-05-25]. （原始内容存档于2023-05-24）.
11. ↑  . 任天堂. 2023-02-09  [2023-02-09]. （原始内容存档于2023-03-27）.